# Distrito de Mityana
El distrito de Mityana es uno de los varios distritos en los que se subdivide Uganda, localizado en el centro de dicho país. Fue creado en el año 2005, cuando los condados de Mityana y Busujju fueron separados del distrito de Mubende. La población de este distrito está estimada en 269.763 personas.
- Datos: Q1230005